# Teramo Calcio 1999-2000
Questa pagina raccoglie le informazioni riguardanti il Teramo Calcio nelle competizioni ufficiali della stagione 1999-2000.